# Ilex bahiahondica
Ilex bahiahondica är en järneksväxtart som först beskrevs av Ludwig Eduard Loesener, och fick sitt nu gällande namn av P.A.González. Ilex bahiahondica ingår i släktet järnekar, och familjen järneksväxter. Inga underarter finns listade i Catalogue of Life.